# Bill Stewart (Musiker)

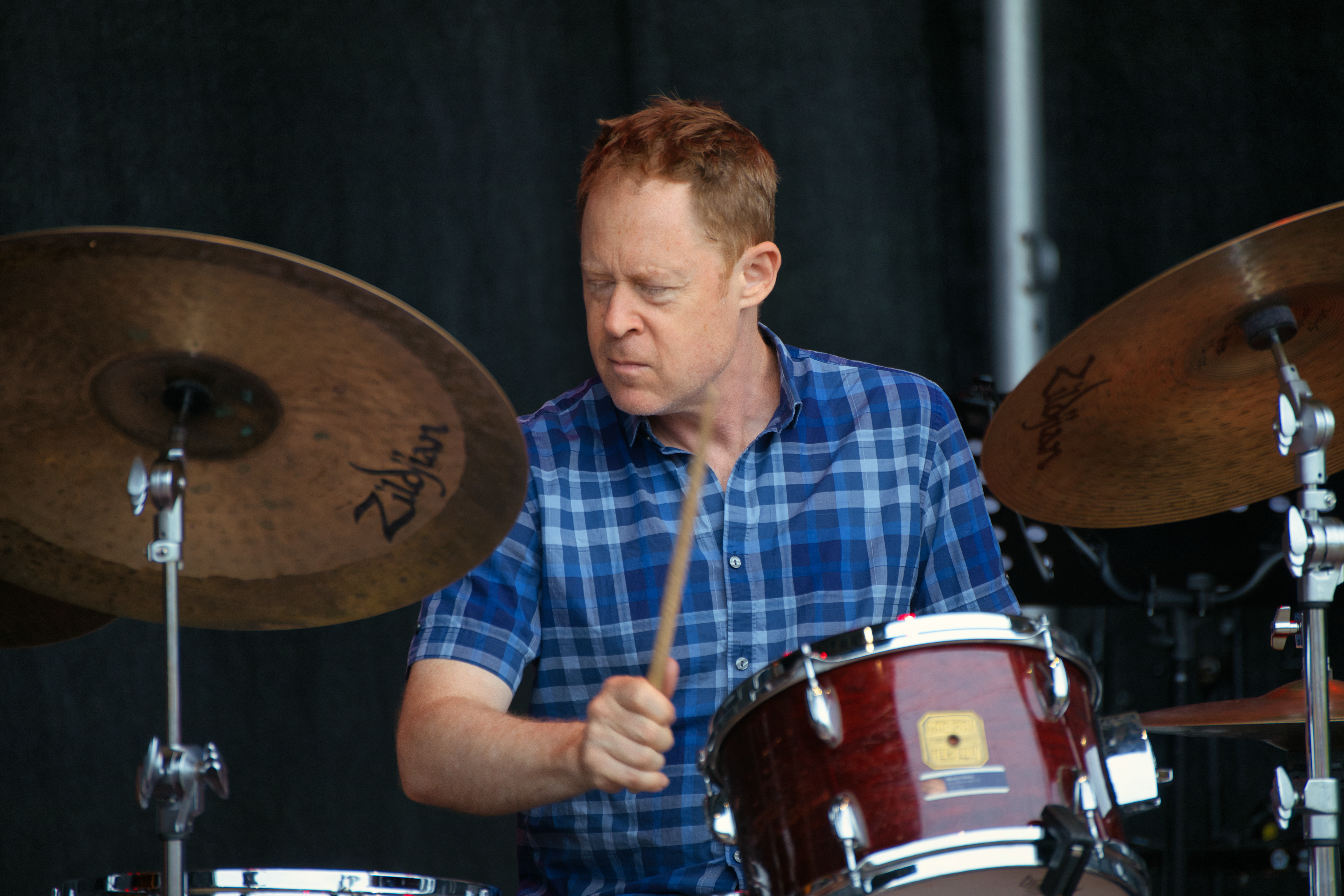
Bill Stewart auf dem INNtöne Jazzfestival 2024

William Harris „Bill“ Stewart (* 18. Oktober 1966 in Des Moines, Iowa) ist ein US-amerikanischer Jazz-Schlagzeuger.

## Werdegang

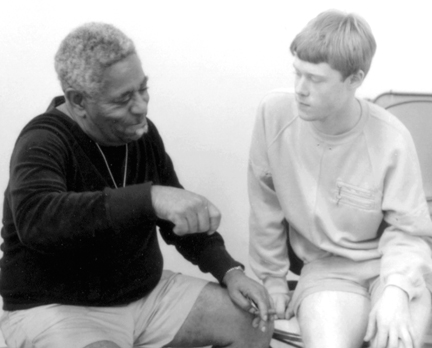
Bill Stewart (r.) mit Dizzy Gillespie, 1984

Stewart, der aus einer Musikerfamilie stammt, spielt seit dem siebten Lebensjahr Schlagzeug. Er studierte an der University of Northern Iowa in Cedar Falls, wo er sowohl im Orchester als auch in verschiedenen Jazz- und Marschbands spielte. Von 1986 bis 1988 studierte er am William Patterson College bei Dave Samuels, Rufus Reid und Harold Mabern. Hier lernte er Joe Lovano kennen und spielte seine ersten Aufnahmen mit Scott Kreitzer und Armen Donelian ein.
1988 ging er nach Brooklyn. Hier arbeitete er u. a. im Trio mit Larry Goldings und Peter Bernstein. Er wirkte an mehreren Alben von Maceo Parker mit, war von 1990 bis 1995 Mitglied der Band von John Scofield und ersetzte Adam Nussbaum in einer Neuauflage des John Scofield Trios mit Steve Swallow. Um die Jahrtausendwende spielte er im Trio mit Pat Metheny und Larry Grenadier. Mit Kevin Hays und Larry Goldings gründete er das Bill Stewart Trio. Zu hören ist er auf Brian Charettes Album Jackpot (2022).

## Diskografie (Auswahl)
- 1989: Think Before You Think – mit Mark Cohen, Dave Holland, Joe Lovano
- 1995: Snide Remarks – mit Bill Carrothers, Larry Grenadier, Eddie Henderson, Joe Lovano
- 1996: Telepathy – mit Seamus Blake, Bill Carrothers, Larry Grenadier, Steve Wilson
- 2005: Drum Crazy
- 2007: Markus Schieferdecker, Stereo Society – mit  Lutz Häfner, Rudi Mahall, Kevin Hays

## Lexikoneintrag
- Leonard Feather, Ira Gitler: The Biographical Encyclopedia of Jazz. Oxford University Press, New York 1999, ISBN 0-19-532000-X.